# Viola (album)
Viola è un EP della skacore/punk rock band italiana Shandon